# 360 v. Chr.
Portal Geschichte | Portal Biografien | Aktuelle Ereignisse | Jahreskalender | Tagesartikel

◄ |
5. Jahrhundert v. Chr. |
4. Jahrhundert v. Chr. |
3. Jahrhundert v. Chr. |
►

◄ | 380er v. Chr. | 370er v. Chr. | 360er v. Chr. | 350er v. Chr. |
340er v. Chr. |
►

◄◄ | ◄ | 363 v. Chr. | 362 v. Chr. | 361 v. Chr. | 360 v. Chr. |
359 v. Chr. |
358 v. Chr. |
357 v. Chr. |
► |
►►

## Ereignisse

### Politik und Weltgeschehen

#### Römisches Reich
- Marcus Fabius Ambustus und Gaius Poetelius Libo Visolus werden römische Konsuln.

#### Östliches Mittelmeer
- Der spartanische König Agesilaos II. stirbt auf dem Rückweg von seiner Expedition nach Ägypten. Sein Sohn Archidamos III. wird neuer König der Eurypontiden-Dynastie.

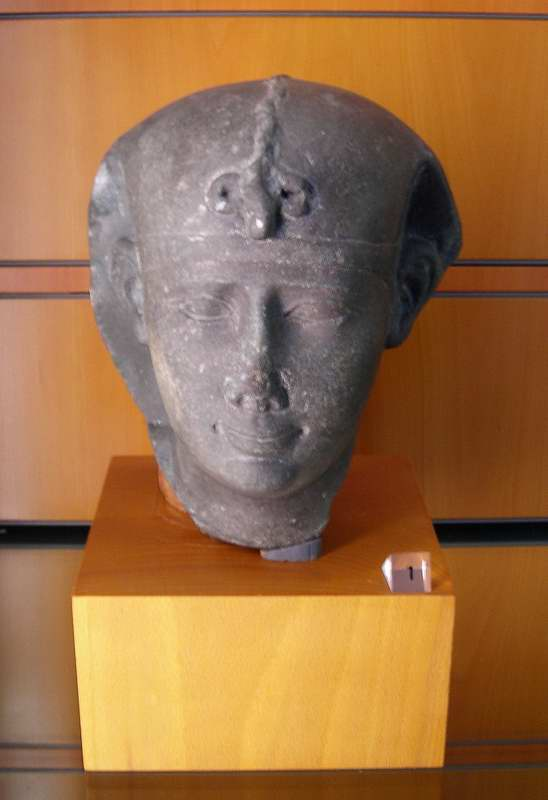
Kopf einer Statue Nektanebos’ II.; Musée des Beaux Arts, Lyon

- Während der ägyptische Pharao Tachos einen Feldzug gegen Persien führt, opponiert sein Bruder Tjajapimu gegen ihn und ernennt seinen Sohn Nektanebos II. zum Pharao. Die Armee schließt sich dem Usurpator an. Djedhor erhält Asyl beim persischen Großkönig Artaxerxes II.

### Natur, Wissenschaft und Technik
- Die historische Mondfinsternis vom 16./17. April wird in mehreren babylonischen Keilschriften dokumentiert. Sie ist für Herrscher-Datierungen in Persien und Ägypten bedeutsam.

### Kultur und Gesellschaft
- um 360 v. Chr.: Platon beschreibt in seinem Dialog Timaios die mythische Insel Atlantis. Platon lässt in dem Werk die beiden Philosophen Sokrates und Timaios von Lokroi aufeinandertreffen.

## Geboren
- um 360 v. Chr.: Anaxarch, griechischer Philosoph († 320 v. Chr.)
- um 360 v. Chr.: Autolykos von Pitane, griechischer Astronom und Mathematiker († um 290 v. Chr.)
- um 360 v. Chr.: Dinon von Kolophon, griechischer Historiker († um 330 v. Chr.)
- um 360 v. Chr.: Hieronymos von Kardia, griechischer Historiker († nach 272 v. Chr.)
- um 360 v. Chr.: Leonnatos, makedonischer Feldherr († 322 v. Chr.)
- um 360 v. Chr.: Lysimachos, König von Makedonien († 281 v. Chr.)
- um 360 v. Chr.: Nearchos, griechischer Seefahrer und Admiral († nach 312 v. Chr.)
- um 360 v. Chr.: Pyrrhon von Elis, griechischer Philosoph († um 270 v. Chr.)

## Gestorben
- Pagondas, griechischer Feldherr (* um 434 v. Chr.)
- 360 oder 359 v. Chr.: Agesilaos II., König von Sparta (* 444 v. Chr.)